# Santa Fe de Nuevo México
Santa Fe de Nuevo México (acortado como Nuevo México) fue una provincia de la Nueva España y más tarde de México que existió desde finales del siglo XVI hasta mediados del siglo XIX. Estaba centrada en el valle superior del río Grande (río Bravo del Norte) en una zona que incluía la mayor parte del actual estado de los EE. UU. de Nuevo México. Sus fronteras variaron con el tiempo, extendiéndose por el oeste del actual estado de Texas, por el sur de Colorado, sureste de Utah el suroeste de Kansas y por el Panhandle de Oklahoma. Sin embargo, la zona de mayor importancia se encontraba en la región de Santa Fe. Durante toda su existencia, salvo en los años iniciales, su capital fue Santa Fe.
La provincia fue fundada en 1609 por Juan de Oñate durante su expedición, autorizada por Felipe II, hacia el norte de la Nueva España. Oñate estableció un asentamiento cerca de Pueblo de San Juan. Los españoles creían que ciudades de oro, como las de los aztecas que habían conquistado previamente, se encontraba al norte en el territorio inexplorado. Oñate fue incapaz de encontrar tales ciudades, pero sin embargo se embarcó en la conquista de los asentamientos urbanizados de los indios pueblo. Más tarde se convirtió en el primer gobernador de la provincia. Oñate esperaba a su vez que la provincia se convirtiese en un virreinato separado del de la Nueva España, pero no tuvo éxito. Los españoles fueron expulsados del territorio durante 12 años después de la Rebelión Pueblo de 1680, pero regresaron en 1692 con la toma de Santa Fe por Diego de Vargas. 
La provincia estaba bajo la jurisdicción de la Real Audiencia de Guadalajara, con la supervisión del virrey de Nueva España. En 1777, con la creación de la Comandancia General de las Provincias Internas, la provincia fue retirada de la competencia del virrey y se colocó exclusivamente bajo la del comandante general.
La provincia se mantuvo bajo control español hasta que la declaración de independencia de México en 1821, se notificó el 26 de diciembre. Bajo la Constitución Federal de los Estados Unidos Mexicanos de 1824 se convirtió en el Territorio de Nuevo México, bajo administración federal.

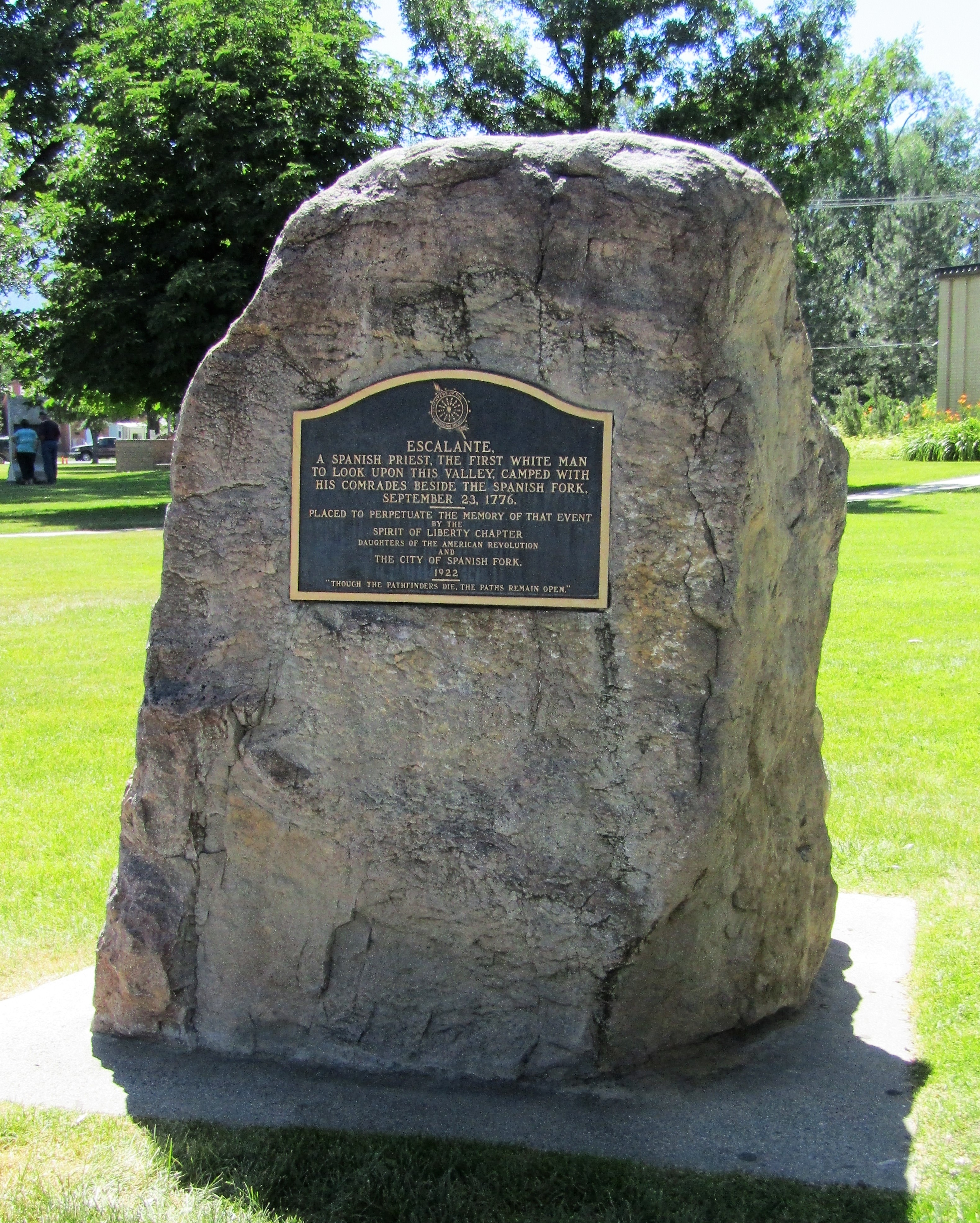
Placa de la Expedición de Domínguez y Escalante (1776) en Spanish Fork (Utah)
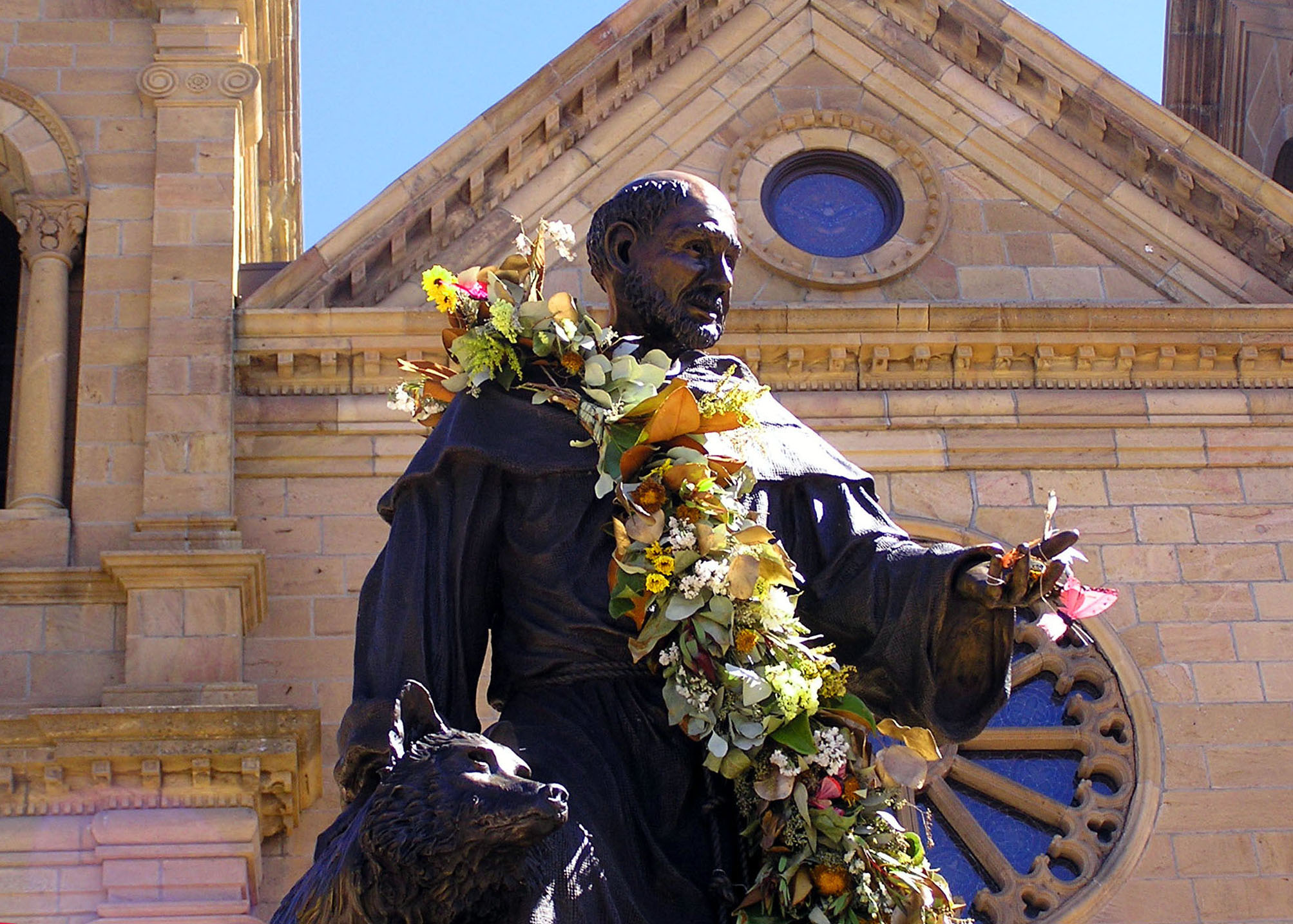
San Francisco de Asís frente a la catedral basílica de San Francisco de Asís (Santa Fe, Nuevo México)
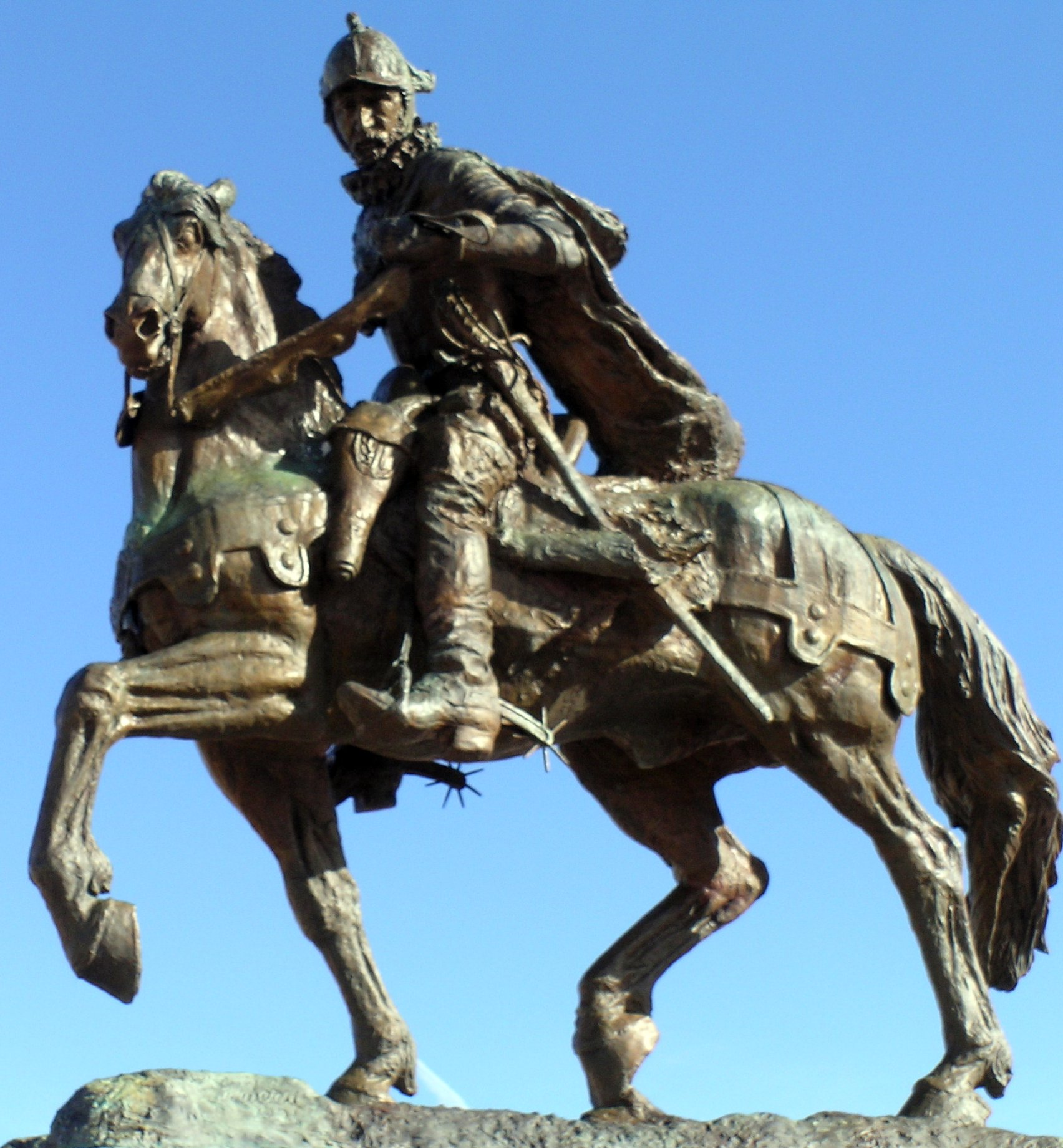
Juan de Oñate (Alcalde, Nuevo México)
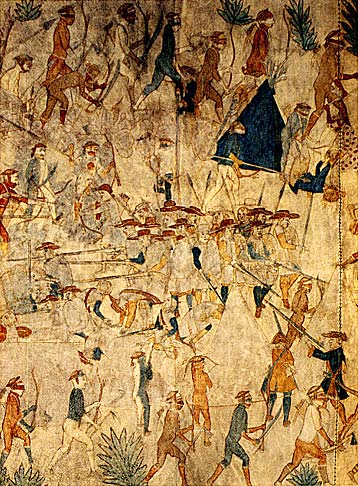
Expedición de Villasur (1720) hasta Nebraska. Palacio de los Gobernadores de Santa Fe.

La zona de la antigua provincia al este del río Grande fue reclamada por la República de Texas después de 1836, una demanda que fue disputada por México. En 1841, los texanos enviaron una expedición, la expedición Texas–Santa Fe, supuestamente comercial, pero con la esperanza de ocupar el área reclamada, sin embargo la expedición fue capturada por las tropas mexicanas. Los Estados Unidos heredaron la reclamación no ejecutada de la orilla oriental con la anexión de Texas. El Ejército de los EE. UU., bajo el mando de Stephen Kearny, ocupó el territorio en agosto de 1846 en la intervención estadounidense en México, y este último reconoció su derrota y pérdida ante EUA en 1848 con la cesión mexicana, en el Tratado de Guadalupe Hidalgo. Texas continuó reclamando la parte oriental, pero nunca tuvo éxito en establecer el control, excepto en El Paso; en el Compromiso de 1850 renunció a su reclamación de las áreas del actual Nuevo México. En 1849, el presidente Zachary Taylor propuso que Nuevo México se convirtiese inmediatamente en un estado para evitar las políticas sobre la esclavitud en los territorios, pero no se convirtió en estado hasta enero de 1912.